# Schloss Harzgerode

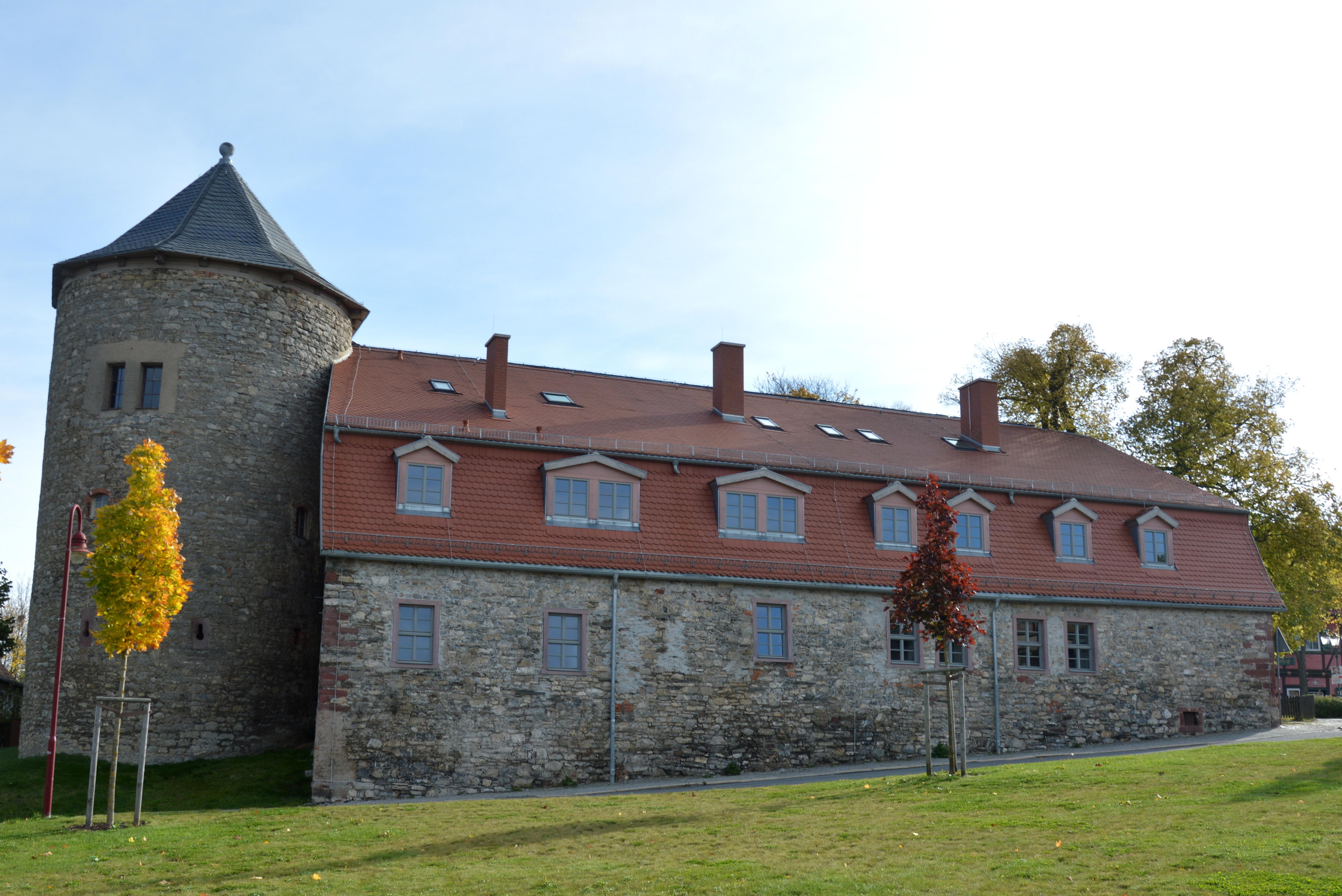
Schloss Harzgerode, 2017

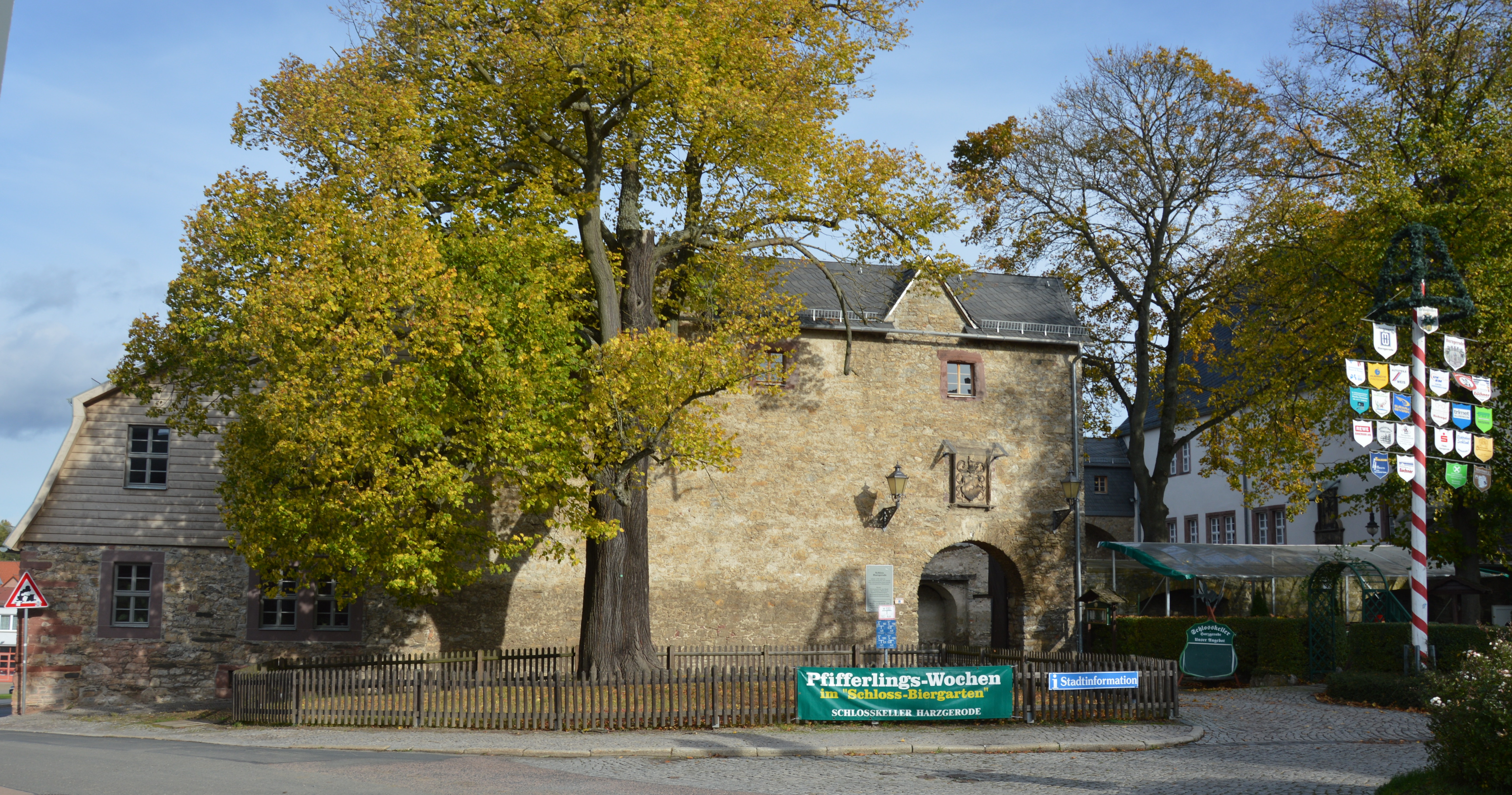
Eingangsbereich, Südseite

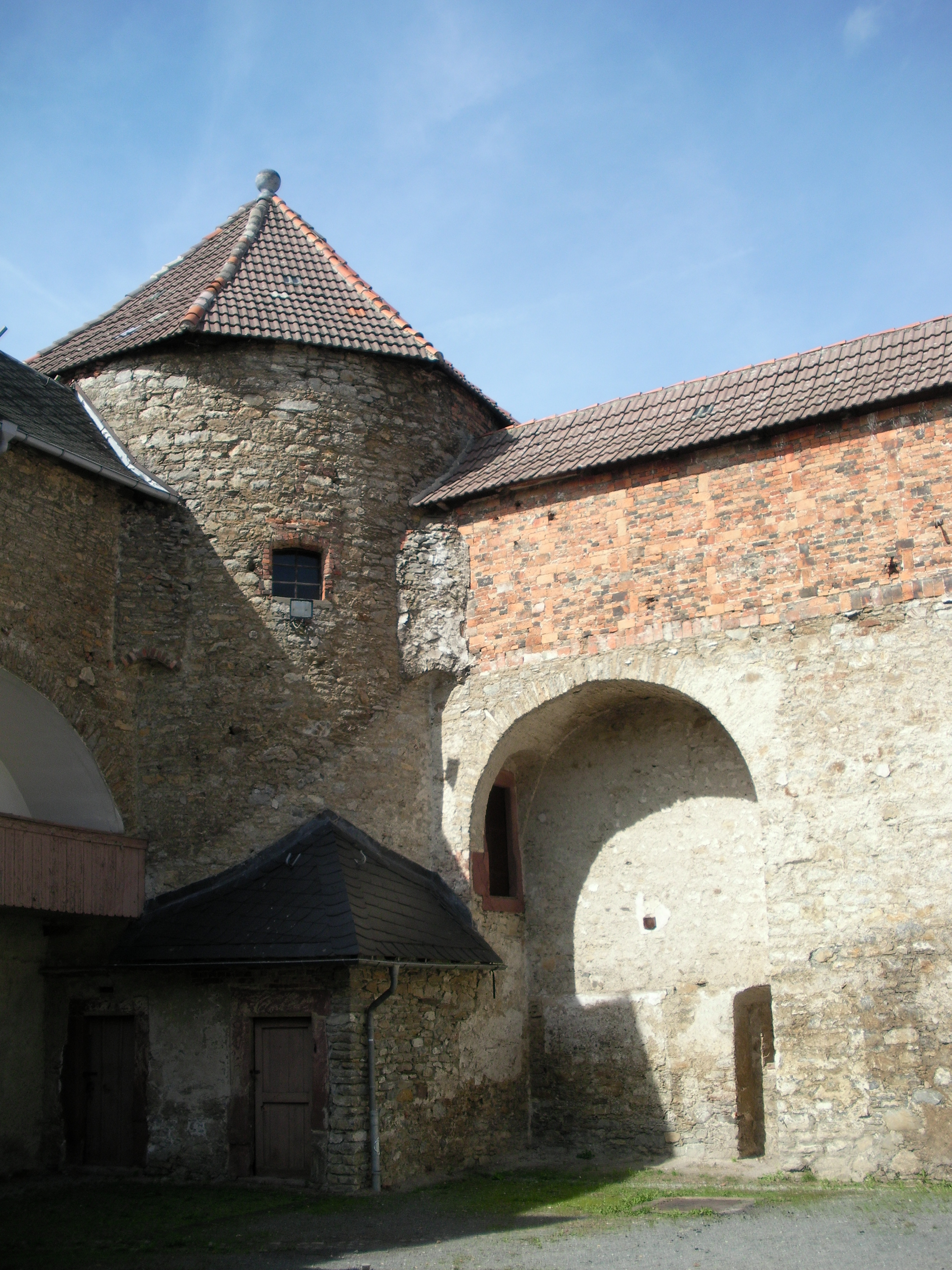
Hofseite des Turms, 2010

Das Schloss Harzgerode ist ein denkmalgeschütztes Schloss in der Stadt Harzgerode im Landkreis Harz in Sachsen-Anhalt im Harz. Es war das Residenzschloss der Nebenlinie Anhalt-Bernburg-Harzgerode und hat insoweit eine besondere landesgeschichtliche Bedeutung.

## Lage
Die Schlossanlage befindet sich am nordwestlichen Rand der Altstadt von Harzgerode an der Adresse Schlossberg 3.

## Architektur und Geschichte
Vermutlich entstand die Anlage Anfang des 13. Jahrhunderts als Zwingburg der Fürsten von Anhalt gegen das Kloster Nienburg. Eine erste urkundliche Erwähnung ist aus dem Jahr 1326 als Slot tho Hazekerode überliefert. 1398 verpfändete Graf Otto III. von Anhalt die Burg und seinen Anteil an der Stadt Harzgerode für 400 Schock Groschen an Graf Günther von Mansfeld, der das Pfandgut noch im gleichen Jahr weiterreichte. Im Jahr 1413 erfolgte eine Verpfändung gemeinsam mit den Städten Harzgerode und Güntersberge für 10.500 Rheinische Gulden an das Fürstengeschlecht der Wettiner, die es bald weiterverlehnten. Erst 1536 konnten die Fürsten von Anhalt mit Zahlung von 19.850 Gulden an Graf Botho den Glückseligen von Stolberg das Harzgeröder und Güntersberger Areal aus der Pfandschaft lösen.
Fürst Georg III. von Anhalt, dem bei einer Landesteilung u. a. das Amt Harzgerode zugefallen war, beauftragte den Amtshauptmann Hans von Knedlingen, die Aufsicht über den Neubau des baufälligen Schlosses zu übernehmen. Als Baumeister wurde Kurt Apel gewonnen.  1549–1552 entstanden, um einen quadratischen Burghof gruppiert, Wehrmauern und verputzte Gebäude aus Bruchsteinen. Die Burganlage war in die Stadtbefestigung Harzgerodes integriert. Der Wohnbereich des Schlosses besteht als dreigeschossiger Flügel an der Ostseite des Hofs. Er ist von einem hohen Krüppelwalmdach bedeckt. An der südöstlichen Ecke des Hauses befindet sich ein auf rechteckigem Grundriss errichteter Treppenturm. An seiner Stirnseite zeigt eine barocke Sandsteintafel das Wappen des Fürstentums Anhalt-Harzgerode. Die Gewände der Türen und Fenster sind aus rotem Sandstein gefertigt, die überwiegend gekuppelten Fenster verteilen sich unregelmäßig angeordnet. Hofseitig befindet sich am Haus unterhalb eines von Pilastern im Stil der Renaissance umrahmten Kruzifix eine in Hexametern und Pentametern verfasste Bauherreninschrift in Latein. Das Kruzifix wurde vermutlich von dem in Dessau am Hof Anhalts tätigen Ludwig Binder geschaffen.
Der Keller besteht aus zwei großen von Tonnengewölben überspannten Räumen, das Erdgeschoss bilden parallele Tonnengewölbe. Im zweiten Obergeschoss befindet sich ein die komplette Breite des Hauses einnehmender zweischiffiger, später deutlich erneuerter Saal. Die westliche Wand des Saals verfügt über zwei Türen mit Gewänden im Stil der Renaissance. Das Parkett des Saals ist aus 18 im Harz vorkommenden Hölzern gefertigt. Im ersten Obergeschoss ist in einer Fensternische eine Wandmalerei aus der Zeit um 1660 erhalten. Sie zeigt florale und figürliche Motive. Original erhalten sind auch einige Fußböden und Balkendecken. In der nördlichen Giebelstube steht ein aus Werkstein erstellter Kamin. Oberhalb der rechteckigen Kaminöffnung, die von einem mit Rauten verzierten Relief umgeben ist, steht die Jahreszahl 1566. An einem großen Sims befinden sich vier Segmentbögen mit Schildwappen. Ursprünglich befand sich an der Südseite ein weiterer Gebäudeflügel, der jedoch 1775 bis auf Teile der Außenmauer abgerissen wurde.
Die nördliche, westliche und zum Teil auch südliche Begrenzung des Hofes bildet eine aus Blendbögen bestehende Mauer mit gedeckten Wehrgängen. In der Nordwestecke steht ein steinerner Rundturm. Oberhalb des Tordurchgangs in der südlichen Mauer ist das Wappen der Landesherrschaft angebracht. Um dem schon 1563 in einem Amtsregister erwähnten Mangel an Räumen für die Unterbringung des fürstlichen Hoflagers abzuhelfen, wurde Ende der 1580er Jahre unter Mitwirkung des Baumeisters Pietro Neuroni hinter der westlichen Begrenzungsmauer mit Fenster- und Türöffnungen zum Schlosshof ein weiteres Gebäude als Westflügel errichtet.
Mit dem Schlossneubau war ein repräsentatives Verwaltungs- und Machtzentrum des anhaltischen Harzes entstanden. Dekoriert mit Ziergiebeln und Zwerchhäusern entsprach es durchaus zeitgenössischen Ansprüchen eines landesherrlichen Sitzes. Südlich vor dem Schloss lag ein ausgedehnter Vorhof, nördlich eine große Parkanlage als sogenannter Lustgarten mit einer Orangerie. Mehrfach hielt sich Fürst Joachim Ernst, ab 1570 Alleinherrscher in Anhalt, mit seinem Hofstaat hier auf. War das Harzgeröder Schloss zu seiner Zeit bevorzugtes Refugium besonders in Pestzeiten, so für seine Nachfolger mehrfach in den Wirren des Dreißigjährigen Krieges.
Bei der Teilung des Fürstentums Anhalt-Bernburg 1635 machte Fürst Friedrich von Anhalt-Bernburg-Harzgerode das Schloss zu seiner Residenz. Sein Sohn Wilhelm von Anhalt-Bernburg-Harzgerode verstarb 1709 jedoch kinderlos, so dass das Fürstentum Anhalt-Harzgerode wieder an das Fürstentum Anhalt-Bernburg fiel. Nach dem Abzug der Fürstenwitwe diente das Schloss fürstlichen Beamten als Wohnsitz, wurde aber auch für soziale Zwecke genutzt. Im Siebenjährigen Krieg war das Schloss für einige Jahre unter Berufung auf das Harzgerode im Mittelalter verliehene Münzrecht Stätte für die Prägung minderwertiger Münzen. In den 1930er Jahren war es zeitweise Arbeitsdienstkaserne, anschließend Unterkunft für Evakuierte und Heimatvertriebene. In den 1980er Jahren begann eine grundlegende Sanierung der Anlage, die im Frühjahr 2017 mit Arbeiten am Westflügel weitgehend abgeschlossen wurde.
Im örtlichen Denkmalverzeichnis ist das Schloss unter der Erfassungsnummer 094 50065 als Baudenkmal verzeichnet. Die Schlosslinde links neben dem Portal ist als Naturdenkmal des Landkreises Harz mit der Erfassungsnummer 0047QLB eingetragen.

## Heutige Nutzung
Das restaurierte Schloss beherbergt heute das Schlossmuseum inklusive einer Dauerausstellung zur Eisenhütte Mägdesprung und einer Ausstellung mit Skulpturen und Bronzeplastiken des in Harzgerode geborenen Bildhauers Wilhelm Otto, die Stadtbibliothek und die Stadtinformation; es enthält größere Räume für öffentliche Veranstaltungen sowie einen Restaurantbetrieb (Schlosskeller).
Das sich in Stadtbesitz befindliche Baudenkmal ist weithin öffentlich zugänglich.

## Sonderstempelstelle
Im Hof des Schlosses zu Harzgerode befindet sich ein Holzkasten mit Sonderstempel (Nr. 23) für das sachbezogene Abzeichen zum Begleitheft Harzer Geschichtsorte: Burgen und Schlösser der Harzer Wandernadel.